# Egon Kemény

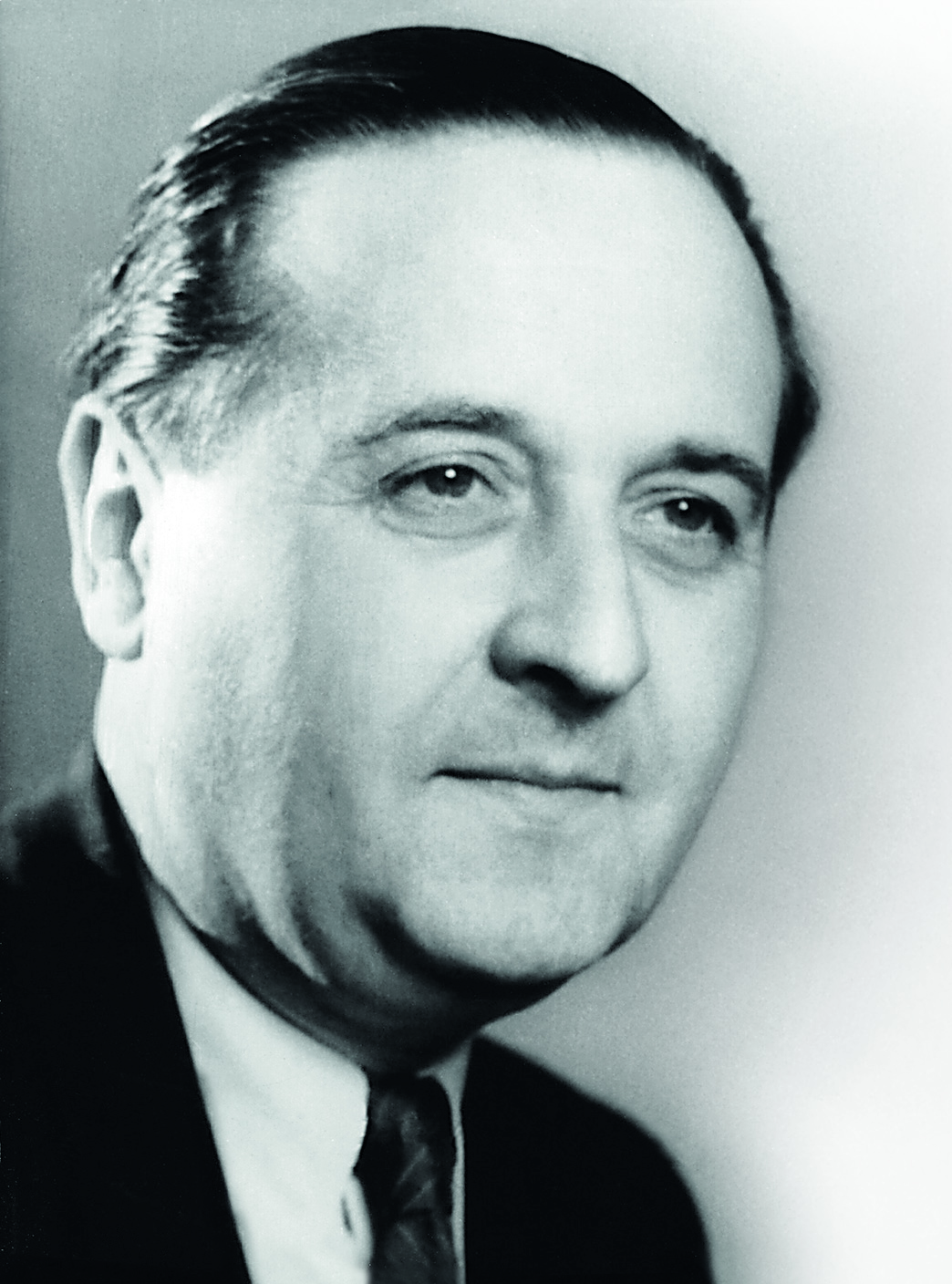
Egon Kemény, 1968

Egon Kemény (* 13. Oktober 1905 in Wien; † 23. Juli 1969 in Budapest) war ein ungarischer Komponist und Erkel-Preisträger (dieser Preis wurde ihm zweimal – 1953 und 1955 – verliehen).

## Leben
Egon Kemény wurde am 13. Oktober 1905 als Sohn eines Chirurgen in Wien geboren, wo er auch aufwuchs bis seine Familie nach Kaschau übersiedelte. Dort besuchte er das Gymnasium und wurde von Dezső Rétháti Kövér, dem Direktor der städtischen Musikschule unterrichtet.
Dem Wunsch seiner Eltern entsprechend studierte er ab 1923 vier Semester an der medizinischen Fakultät der Universität Wien.
Parallel dazu machte er bei Franz Schmidt – dem Direktor der Hochschule für Musik in Wien – eine Aufnahmeprüfung; dieser nahm ihn sofort ins letzte Semester auf und war bis zum Ende des Studiums sein Lehrer. Nach Abschluss seines Studiums schlug Kemény das Stellenangebot als Korrepetitor an der Wiener Staatsoper aus und ging 1926 nach Budapest, wo er als Korrepetitor und zweiter Kapellmeister am Hauptstädtischen Operettentheater (Fővárosi Operettszínház) engagiert wurde. Dort fand auch die Uraufführung seiner ersten Operette Kikelet ucca 3 (Kikeletgasse 3) statt.
Ab 1930 lebte und arbeitete er in Berlin als Hauptarrangeur und Sekretär von Paul Abraham.
1933, nach seiner Rückkehr nach Budapest, arbeitete er wieder als Komponist und konnte seine Popularität steigern.
Mit seiner Familie lebte Kemény bis zu seinem Tode in Budapest, wo er am 23. Juli 1969 starb.

## Musikalisches Werk
Mit seiner in Wien erhaltenen klassischen Ausbildung wandte sich Egon Kemény als Komponist ab 1926 der Unterhaltungsmusik zu. 1927 erzielte er erste Erfolge in Budapest. Seine modernen Tanzschlager (Charleston, Tango, Foxtrott, Blues) wurden von den berühmten Künstlern seiner Zeit gesungen, aufgenommen und in Form von Noten veröffentlicht.
Als Bühnenkomponist stellte sich Egon Kemény mit einer sogenannten Pester Operette unter dem Titel Kikelet ucca 3 (deutsch: Kikeletgasse 3) vor. Die Uraufführung fand am 27. April 1929 mit Paul Abraham als Dirigent im Hauptstädtischen Operettentheater statt. Die weiblichen Hauptrollen wurden von Erzsi Somogyi und Marta Eggerth gespielt und gesungen.

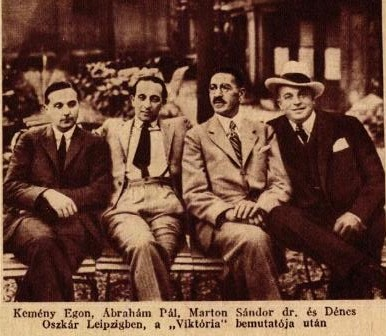
Egon Kemény, Paul Ábrahám, Sándor Marton und Oskar Dénes 1930 in Leipzig (Theaterzeitung Színházi Élet).

In Künstlerkreisen war Egon Kemény von 1927 bis 1933 auch als bester Freund von Paul Abraham bekannt. Ihre gemeinsame musikalische Arbeit und ihre Freundschaft begannen in Budapest, im Hauptstädtischen Operettentheater.
Die ersten von Kemény orchestrierten Musikstücke waren 1928 Teile von Abrahams Jazz-Operette Zenebona, der später weltberühmte Marsch Bin kein Hauptmann, bin kein großes Tier aus der Operette Az utolsó Verebély-lány (Der Gatte des Fräuleins) und die Operette Viktoria und ihr Husar.
1930 schloss Kemény einen Vertrag mit Abraham und ging mit ihm nach Berlin. Während dieser Zeit entstanden die Operetten Die Blume von Hawaii und Ball im Savoy, bei deren Proben Kemény auch als Kapellmeister tätig war. Darüber hinaus wirkte er bei Tonfilmen wie Die Privatsekretärin oder der ersten Verfilmung von Viktoria und ihr Husar als musikalischer Assistent mit.
Insgesamt war Kemény sechseinhalb Jahre lang Abrahams Mitarbeiter in Budapest, Leipzig und Berlin.

„Die Freundschaft, die ihn mit Paul Abraham verband, dauerte lebenslang; er orchestrierte Abrahams Werke, war sein Ratgeber, sein Freund, ohne Übertreibung gesagt: er war sein Sekretär. Hierfür war er durch seine vielfältige musikalische Begabung, das große musikalische Wissen, den untrüglichen Geschmack, die gründliche Kenntnis des Musikkolorits, durch seine Bescheidenheit und Kongenialität prädestiniert. Durch die Zusammenarbeit mit Abraham – fast alle im Ausland geschriebenen Operetten von Abraham sind in der Orchestrierung von Egon Kemény erschienen – wurden seine Persönlichkeit, schöpferische Lust und die eigenständigen Produktionen in den Hintergrund gedrängt.“

Während der Jahre in Berlin trat Egon Kemény nicht als Komponist in Erscheinung. 1933 zog er als musikalischer Leiter des ungarischen Tonfilms Rakoczy-Marsch zurück nach Budapest.
Unter seinen sinfonischen Werken, sind die viersätzige Magyar szvit (Ungarische Suite) aus dem Jahr 1934 und die symphonische Dichtung unter dem Titel Tisza (Die Theiß) hervorzuheben (hier zeigte sich auch sein Patriotismus). Das im Auftrag des Musikverlags unter dem Titel Délibáb („Fata Morgana“) für großes Orchester komponierte Potpourri von ungarischen Volksliedern ist seither weltweit gespielt geworden. Kemény etablierte die sinfonische Unterhaltungsmusik im Stil von Gershwin in Ungarn.
Die seinerzeit erfolgreichsten Werke waren die 1937 und 1938 entstandenen Vertonungen von mehr als 30 Gedichten klassischer englischer und ungarischer Dichter wie Robert Burns, William Shakespeare, Gyula Reviczky oder Attila József.
Berühmt wurden auch seine Lieder über das Schulleben, die fast von jedem Kinderchor der damaligen Grundschulen gesungen wurden.
Egon Keménys Zusammenarbeit mit dem Ungarischen Rundfunk (Rádió Budapest I) begann 1934. Diese Institution war jahrzehntelang einer der wichtigsten Orte der Aufführungen seiner Werke. Seine Musikstücke wurden fast vierzig Jahre hindurch oft gesendet. Funkhistorische Neuheiten waren das erste Funk-Singspiel (Schönbrunni orgonák, Schönbrunner Flieder, 1937) und die erste Funkoperette (Májusfa, Maibaum, 1. Mai 1949) in Ungarn. Er komponierte auch die Musik zu zahlreichen Hörspielen des Ungarischen Rundfunks.
Sein Engagement für die Musik und seine Kollegen zeigte sich auch in anderen Bereichen. Neben Dr. Jenő Huszka war seine Tätigkeit in der ersten Hälfte des 20. Jahrhunderts auch auf die Stärkung der Urheberrechte gerichtet, so war er Mitbegründer des Verbands der Ungarischen Musikkünstler (Magyar Zeneművészek Szövetsége). 

## Werke

### Bühnenwerke
- Dörmögő Dömötör (Brummender Dömötör), pompöse Operettenrevue in 3 Akten für Kinder. UA: 17. November 1928
- A három jómadár (Die drei Schurken), Kinderoperette (Zusammenstellung der Musik und Komposition einzelner Nummern). UA: 3. Dezember 1929
- Kikelet ucca 3 (Kikeletgasse 3). Pester Operette in 3 Akten. Libretto: István Bródy und Imre Harmath. UA: Hauptstädtisches Operettentheater (Fővárosi Operettszínház, heute Budapester Operettentheater (Budapesti Operettszínház)) am 27. April 1929. Dirigent: Paul Abraham.
- Éva és férfiak (Eva und Männer). Kurzoperette. Libretto: László Nádassy. UA: Royal Revue Varieté unter der Mitwirkung von Chappys 15-köpfigen Symphonischen Jazz-Orchester am 22. Dezember 1945.
- Kiigényelt szerelem (Liebe auf Antrag). Kurzoperette. Libretto: Iván Szenes. UA: Royal Revü Varieté am 1. Februar 1946.
- Fekete liliom (Die schwarze Lilie). Romantische Operette in 3 Akten. Libretto: Károly Nóti, Imre Földes und Rudolf Halász. UA: Hauptstädtisches Operettentheater am 20. Dezember 1946.
- Mandragora oder Das Spiel über die Tollkirsche. Komödie in 3 Akten. Bearbeitung von Machiavellis Originalstücks von Egon Kemény und Miklós Vidor. UA: Budapest 1947.
- Valahol Délen (Irgendwo im Süden). Operette in 3 Akten. Libretto: László Tabi und János Erdődy UA: Hauptstädtisches Operettentheater am 30. März 1956.
- Krisztina kisasszony (Fräulein Christine, Bühnenversion der Funkoperette). Operette in 3 Akten. Libretto: György Kardos und János Erdődy. UA: Nationaltheater Miskolc (Miskolci Nemzeti Színház) am 7. April 1961.
- Párizsiak New Yorkban (Pariser in New York). Lustspiel mit Musik. Libretto: Victorien Sardou und István Békés. UA: Nationaltheater Miskolc am 22. Januar 1960.

### Funkoperetten und Funksingspiele (Auswahl)
- Májusfa (Maibaum) Operette für den Rundfunk. Libretto: Lajos Mesterházi, Péter Szász und József Romhányi. UA: 1. Mai 1949
- Talán a csillagok (Vielleicht die Sterne). Funkoperette. Libretto: Péter Szász und József Romhányi. UA: 31. Dezember 1949
- Szerencsés utazás (Glückliche Reise). Funkoperette. Libretto: István Raics. UA: 1950
- Hatvani diákjai (Die Schüler von Hatvani). Singspiel für den Rundfunk. Libretto: Rózsa Ignácz, László Soós und Ágoston Ambrózy. UA: 1955
- Komáromi farsang (Fasching in Komarom). Singspiel in 2 Teilen. Libretto: György Sándor Gál und János Erdődy. UA: 1957
- Krisztina kisasszony (Fräulein Christine). Funkoperette in 2 Teilen. Libretto: János Erdődy. UA: 1959
- Szabad szívek (Freie Herzen) Romantisches Singspiel in 2 Teilen. Libretto: István Békés. UA: 1960

### Orchesterwerke (Auswahl)
- Fantázia a ‚Hullámzó Balaton‘ c. népdalból (Phantasie über das Volkslied ‚Auf dem wellenden Plattensee‘) (1934)
- A Tisza (Die Theiß) symphonische Dichtung (1935)
- Délibáb (Fata Morgana) Potpourri ungarischer Volkslieder für großes Orchester (1935)
- Mesél az erdő hangulatkép (Der Wald erzählt) Stimmungsbild für großes Orchester (1939)
- Táncoló tavasz (Tanzender Frühling) Pas de six, kleine Ballettsuite (1941)
- Színes ritmusok (Bunte Rhythmen) Jazz-Foxtrott-Persiflage (1941)
- Állatkerti séta (Spaziergang im Zoo), Suite für großes Orchester und 4 Singstimmen (1949)
- Keringő-rapszódia (Walzer-Rhapsodie), Konzertwaltzer (1952)
- Könnyűzene szvit (Unterhaltungsmusik-Suite), in drei Sätzen für Orchester (1954)
- A tavaszhoz (An den Frühling), Rhapsodie für Klavier und Orchester (1957)
- Eső és napsütés (Regen und Sonnenschein), Stimmungsbild für Orchester (1958)
- Gyermekjátékok (Kinderspiele), Suite für Orchester mit Kinderchor (1961)
- Különös dallam (Seltsame Melodie) (1965)

Darüber hinaus Liederzyklen für Kinderchor mit Orchester, Musik zu über 40 Hörspielen und zahlreiche Chansons